# Дальнекутское сельское поселение
Дальнекутское се́льское поселе́ние — сельское поселение в Красноармейском районе Приморского края.
Административный центр — село Дальний Кут.

## История
Статус и границы сельского поселения установлены Законом Приморского края от 9 августа 2004 года № 137-кз «О Красноармейском муниципальном районе»

## Население
| 2010 | 2011 | 2012 | 2013 | 2014 | 2015 | 2016 |
| ---- | ---- | ---- | ---- | ---- | ---- | ---- |
| 214  | ↘213 | ↘208 | ↗223 | ↗226 | ↘223 | ↘211 |
| 2017 | 2018 | 2019 | 2020 | 2021 |      |      |
| ↘202 | ↘186 | ↘165 | ↘148 | ↗162 |      |      |

## Состав сельского поселения
В состав сельского поселения входят 3 населённых пункта:
| № | Населённый пункт | Тип населённого пункта       | Население |
| - | ---------------- | ---------------------------- | --------- |
| 1 | Дальний Кут      | село, административный центр | ↘192      |
| 2 | Дерсу            | село                         | ↗19       |
| 3 | Островной        | село                         | ↘3        |

## Местное самоуправление
Администрация
Адрес: 692184, с. Дальний Кут, ул. Победы, 1. Телефон: 8 (42359) 24-6-35
Глава администрации
- Воробьев Виктор Васильевич